# 클라우드 네이티브 컴퓨팅 재단

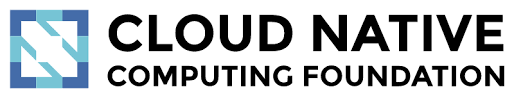

클라우드 네이티브 컴퓨팅 재단(CNCF, Cloud Native Computing Foundation)은 컨테이너 기술을 발전시키고 기술 산업의 발전을 조정하기 위해 2015년에 설립된 리눅스 재단 프로젝트이다.
구글이 리눅스 재단에 시드 기술로 기부한 오픈소스 컨테이너 클러스터 관리자인 쿠버네티스 1.0과 함께 발표됐다. 창립 멤버로는 구글, CoreOS, 메소스피어, 레드햇, 트위터, 화웨이, 인텔, 시스코 시스템즈, IBM, 도커, 유니바, VM웨어가 있다. 현재 CNCF는 450명이 넘는 회원의 지원을 받고 있다. CNCF가 관리하는 기술의 자격을 갖춘 대표자를 확립하기 위해 2016년 8월 토론토에서 열린 제1회 클라우드네이티브데이(CloudNativeDay)에서 프로그램이 발표되었다.
핵심 인프라 이니셔티브 출범을 도왔던 댄 콘(Dan Kohn)은 2020년 5월까지 CNCF를 전무 이사로 이끌었다. 재단은 깃랩의 클라우드 네이티브 얼라이언스(Cloud Native Alliances) 이사인 프리앙카 샤르마(Priyanka Sharma)가 그의 자리를 대신하여 총괄 관리자 역할을 맡을 것이라고 발표했다. 샤르마는 CNCF를 "소규모 사람들에 의해 구축되었지만 매우 큰 생태계 내에서 구축된 매우 영향력 있는 조직"이라고 설명하며, 업계 인식 및 채택 증가로 인해 CNCF가 "제2의 물결"에 진입하고 있다고 믿는다.
2018년 8월 구글은 쿠너네티스의 운영 통제권을 커뮤니티에 넘겨준다고 발표했다. CNCF는 설립 이후 다수의 호스팅 하위 프로젝트를 시작했다.
2020년 1월, 전년도 CNCF 연례 보고서가 발행되었으며 회원, 행사 참석, 교육 및 산업 투자 전반에 걸쳐 재단의 상당한 성장을 반영했다. 2019년 CNCF는 173명의 신규 회원과 최종 사용자의 거의 90% 성장으로 전년 대비 50% 성장했다. 보고서에 따르면 프로덕션 환경에서 쿠버네티스 사용이 78% 증가한 것으로 나타났다.

## CNCF 프로젝트

### 졸업한 프로젝트
- containerd
- CoreDNS
- Envoy
- etcd
- Harbor
- Helm
- Jaeger
- Kubernetes
- Linkerd
- Open Policy Agent
- Prometheus
- Rook
- The Update Framework
- TiKV
- Vitess

### 인큐베이션 과정의 프로젝트
- Cilium
- Contour
- Cortex
- CRI-O
- Falco
- gRPC
- Istio
- KubeEdge
- Kuma
- Litmus
- NATS
- Notary
- OpenTelemetry
- Thanos